# Čekání na Duffmana
Čekání na Duffmana (v anglickém originále Waiting for Duffman) je 17. díl 26. řady (celkem 569.) amerického animovaného seriálu Simpsonovi. Scénář napsal John Frink a díl režíroval Steven Dean Moore. V USA měl premiéru dne 15. března 2015 na stanici Fox Broadcasting Company a v Česku byl poprvé vysílán 1. září 2015 na stanici Prima Cool.

## Děj
Když Barry Huffman – muž, který ztvárňuje Duffmana – podstoupí po zranění během přehlídky operaci kyčelního kloubu a odejde do důchodu, majitel společnosti Duff Beer Howard K. Duff VII uspořádá reality show uváděnou Cat Deeleyovou, aby našel jeho náhradu. Porotci této soutěže jsou Der Zip Zorp (elektronik, který nosí helmu ve tvaru počítačového monitoru), Missy LeBeau (bývalá Duff Girl a současná senátorka z Oklahomy) a Rajneesh Superstar (miliardář a podnikatel z Bombaje). Konkurence je velká, až zůstane jen Homer Simpson a jeden další soutěžící. Homer soutěž vyhraje poté, co byl druhý soutěžící diskvalifikován, když Der Zip Zorp odhalil jeho tetování na jeho zádech. Howard K. Duff VII Homerovi řekne, že mu do těla vložil čip, který odhalí, jestli pije, protože při práci musí zůstat střízlivý. 
Když je Homer střízlivý, vidí, jakou bídu Duff způsobuje lidem a životnímu prostředí ve Springfieldu. Na automobilových závodech rozdává jako placebo nealkoholické pivo, aby přesvědčil diváky, že alkohol není pro dobrou zábavu nezbytný. To je rozzlobí a vytvoří rozzuřený dav. Howard K. Duff Homera vyhodí a řekne mu, že žádný čip neexistoval, což má za následek Homerův návrat k těžkému pití. 
Po tomto incidentu Howard K. Duff vyhledá Barryho Huffmana, který nyní pracuje v kavárně, a přesvědčí ho, aby vzal zpět svou starou práci.

## Přijetí
Epizoda získala rating 1,5 a sledovalo ji celkem 3,59 milionu diváků, čímž se stala nejsledovanějším pořadem stanice Fox té noci.
Dennis Perkins z The A.V. Clubu udělil dílu hodnocení C, když řekl: „V celém Čekání na Duffmana je roztroušeno několik vtipných hlášek, které poskytují přesně tolik smíchu, kolik je potřeba k tomu, aby byl tento díl označen za použitelnou epizodu Simpsonových, aniž by se nějak vymykal tomuto standardu.“.